# Estación de Cossonay
La estación de Cossonay es una estación ferroviaria de la comuna suiza de Cossonay, en el Cantón de Vaud.

## Historia y situación
La estación de Cossonay fue inaugurada en el año 1855 con la puesta en servicio del tramo Yverdon-les-Bains - Bussigny de la línea Olten - Lausana. 
Se encuentra ubicada en la localidad de Penthalaz, a 2 kilómetros hacia el sureste del núcleo urbano de Cossonay. Cuenta con dos andenes, uno central y otro lateral a los que acceden tres vías pasantes. Además, la estación cuenta con otras dos vías pasantes, y existen varias vías muertas, de las cuales una de ellas es usada por una industria.
En términos ferroviarios, la estación se sitúa en la línea Olten - Lausana. Sus dependencias ferroviarias colaterales son la estación de Eclépens hacia Olten, y la estación de Vufflens-la-Ville en dirección Lausana.

## Servicios ferroviarios
Los servicios ferroviarios de esta estación están prestados por SBB-CFF-FFS:

### RER Vaud
La estación forma parte de la red de trenes de cercanías RER Vaud, que se caracteriza por trenes de alta frecuencia que conectan las principales ciudades y comunas del cantón de Vaud. En ella efectúan parada trenes de tres líneas de la red:
- S 1 Yverdon-les-Bains - Lausana - Vevey - Montreux - Villeneuve.
- S 2 Vallorbe - Lausana - Palézieux
- S 11 Yverdon-les-Bains - Lausana